# Тыргул-Вертюжены
Тыргул-Вертюжены, Тыргул-Вертюжень (рум. Tîrgul Vertiujeni) — село в Флорештском районе Молдавии. Относится к сёлам, не образующим коммуну.

## История
До 1993 года село называлось Приднестровское. Постановлением Парламента Республики Молдова № 1317 от 02.03.1993 селу Приднестровское Каменского района восстановлено историческое название Тыргул-Вертюжень.

## География
Село расположено на высоте 137 метров над уровнем моря.

## Население
По данным переписи населения 2004 года, в селе Тыргул Вертюжень проживает 1079 человек (514 мужчины, 565 женщин).
Этнический состав села:
| Национальность | Число жителей | Процентный состав |
| -------------- | ------------- | ----------------- |
| молдаване      | 947           | 87,77             |
| украинцы       | 71            | 6,58              |
| русские        | 45            | 4,17              |
| поляки         | 1             | 0,09              |
| болгары        | 1             | 0,09              |
| прочие         | 14            | 1,3               |
| Всего          | 1079          | 100 %             |